# Ein stolzes Schiff
Ein stolzes Schiff ist ein deutsches Lied über die Emigrationsthematik des 19. Jahrhunderts.

## Geschichte
Heinrich Schacht (1817–1863) schrieb den Text zu dem heute bekannten Lied mit dem Titel: Die deutschen Auswanderer. Er war Arbeiterdichter, kein Musiker. So textete er auf bereits bekannte Melodien und ersetzte die bei bekannten Liedern vorhandenen Texte durch seine eigenen. Er veröffentlichte den Text 1855 ohne Angabe einer Melodie in seinen Bildern aus Hamburg’s Volksleben. Eine überarbeitete Fassung publizierte er in seiner Sammlung Seemanns Liedertafel, die erstmals 1860 erschien. Dieses Liederbuch wurde sehr populär und erlebte bis 1903 zwölf Auflagen.
Als Melodie gab Schacht dort Die Liebe schlang das heiligste der Bande an. Außerdem war das Strophenschema geändert: die letzten beiden Verse jeder Strophe des Drucks von 1855 wurden um zwei Hebungen gekürzt, dafür kamen zwei weitere Verse je Strophe hinzu. Diese Änderungen waren vermutlich wegen der Unterlegung zu der Melodie notwendig. Das Lied Die Liebe schlang das heiligste der Bande hatte Albert Methfessel 1828 in Hamburg als Lied des Hamburger Bürgermilitärs komponiert. Text und Melodie waren also zwei völlig eigenständige Werke, die historisch unabhängig voneinander und zu völlig unterschiedlichen Zeiten entstanden. Was sie letztlich verbindet ist lediglich der Hinweis von Schacht in seiner Liedertafel. Wahrscheinlich sogar ohne das Wissen von Methfessel, denn es gibt in dessen Werk keinen Hinweis auf Schachts Text.
Eine weitere Volksliedmelodie wurde 1959 in Windheim am Main aufgezeichnet.
Das heute durch die Folkgruppe Zupfgeigenhansel sehr populär gewordene Lied Ein stolzes Schiff ist allerdings nur mit der Melodie von Erich Schmeckenbecher zu verbinden, die mit der von Methfessel nichts zu tun hat.
Zupfgeigenhansel entdeckten den unvollständigen, anonymen Text bereits Anfang der 1970er Jahre im Deutschen Volksliedarchiv in Freiburg. Unter dem Liedtext war vermerkt: „... von einem heimkehrenden Matrosen 1919 ...“ Die fehlenden Textstellen wurden von ihnen sinngemäß ergänzt und von Schmeckenbecher in der heute gängigen Weise vertont. Der Autor des Textes war unbekannt ebenso wie Schachts Liedertafel. Zupfgeigenhansel veröffentlichten das Lied auf ihrem Album Volkslieder III und in ihrem Liederbuch Es wollt ein Bauer früh aufstehn. Das Lied wurde mit Zupfgeigenhansel über die Jahre sehr populär. In dieser neuen Version brachte es die Thematik „48er-Auswanderung“ Mitte der 1970er Jahre wieder ins Bewusstsein der Menschen und wurde später von vielen Kollegen (Liederjan, Gerhard Gundermann, Paul Bartsch, Die Grenzgänger u. a.) thematisch aufgegriffen.
Erst 1995 entdeckte der Liedermacher, Sammler und Volksliedforscher Jochen Wiegandt (Gründungsmitglied der Gruppe Liederjan) den bis dahin als anonym geglaubten Text mit Heinrich Schacht als Autor in einem antiquarischen Buch unter dem Namen Seemanns Liedertafel. Veröffentlicht wurde dies von ihm in seinem Liederbuch An de Eck steiht’n Jung mit’n Tüdelband mit vorwiegend Hamburger Liedern.

## Textfassungen
Hier der Text von Heinrich Schacht in der Fassung von 1855:
„Die deutschen Auswanderer“

Ein stolzes Schiff zieht langsam durch die Wellen,

Es führt uns uns’re deutschen Brüder fort,

Die Flagge weht, die weißen Segel schwellen,

Amerika ist der Bestimmungsort;

Auf dem Verdecke stehen bunte Reihen,

Dem Vaterland den Abschiedsgruß zu weihen.

Dort zieh’n sie hin, wer wagt es noch zu fragen:

Warum verlassen sie ihr Vaterland?

O Deutschland, Deutschland! kannst du es ertragen,

Daß deine Völker werden so verbannt?

Schaut her, ihr Landesväter, seht sie ziehen,

Seht eure schönsten Arbeitskräfte fliehen.

Wir stehen hier am heimatlichen Strande

Und blicken unsern deutschen Brüdern nach,

Nicht Hochmuth treibt sie aus dem Vaterlande,

Nein, Nahrungslosigkeit und Noth und Schmach.

So fliehen sie das Land, das sie geboren

Und haben sich ein fernes Grab erkoren.

Dort zieh’n sie hin auf wilden Meereswogen,

Arm kommen sie im fernen Welttheil an,

Und unter’m fremden, weiten Himmelsbogen

Erwartet sie ein neues Schicksal dann.

O Deutschland, Deutschland, kannst du ohne Grauen

Die Flucht der armen Landeskinder schauen?
Überarbeitete Fassung von 1860:
„Die deutschen Auswanderer“

Ein stolzes Schiff streicht einsam durch die Wellen,

Es führt uns uns’re deutschen Brüder fort!

Die Flagge weht, die weißen Segel schwellen,

Amerika ist der Bestimmungsort.

Auf dem Verdecke stehen,

noch einmal anzusehen,

das Vaterland, das heimatliche Grün,

Mann, Weib und Kind, eh' sie von dannen ziehen.

Dort zieh’n sie hin, wer wagt es, noch zu fragen

Warum verlassen sie ihr Vaterland?

O, altes Deutschland, kannst du es ertragen,

daß deine Völker werden so verbannt?

Schaut her. Ihr Volksbeglücker,

schaut her, Ihr Unterdrücker,

seht eure besten Arbeitskräfte flieh’n,

seht, wie sie über’s große Weltmeer zieh’n.

Wir stehen hier am heimatlichen Strande

und blicken unsern deutschen Brüdern nach.

Nicht Hochmuth treibt sie aus dem Vaterlande,

Nein, Nahrungslosigkeit und Noth und Schmach.

Was hier nicht war zu finden,

wollen sie sich dort begründen;

Sie segeln von dem deutschen Boden ab

und suchen in Amerika ein Grab.

Dort zieh’n sie hin auf wilden Meereswogen,

arm kommen sie im fernen Welttheil an,

und unter’m fremden, weiten Himmelsbogen

erwartet sie ein neues Schicksal dann:

Elend, Armuth und Kummer

wiegt sie gar oft in Schlummer.

O altes Deutschland, kannst du ohne Grau’n

die Flucht der armen Landeskinder schau’n?
Hier der Text in der Fassung von Zupfgeigenhansel:
„Ein stolzes Schiff“

Ein stolzes Schiff streicht einsam durch die Wellen

und führt uns unsre deutschen Brüder fort.

Die Fahne weht, die weißen Segel schwellen –

Amerika ist ihr Bestimmungsort.

Seht auf dem Verdeck sie stehen,

sich noch einmal umzusehen

ins Vaterland, ins heimatliche Grün,

seht, wie sie übers große Weltmeer ziehn.

Sie ziehn’s dahin auf blauen Meereswogen.

Warum verlassen sie ihr Heimatland?

Man hat sie um ihr Leben schwer betrogen,

die Armut trieb sie aus dem Vaterland.

Schauet auf, ihr Unterdrücker,

schauet auf, ihr Volksbetrüger!

Seht eure besten Arbeitskräfte fliehn,

seht, wie sie übers große Weltmeer ziehn.

Sie ziehn’s dahin, wer wagt sie noch zu fragen?

Warum verlassen sie ihr Heimatland?

O armes Deutschland, wie kannst du es ertragen,

daß deine Brüder werden so verbannt:

Was sie hofften hier zu gründen,

suchen sie dort drüben zu finden.

Drum ziehen sie von deutschem Boden ab

Und finden in Amerika ihr Grab. – 
Weitere Textfassung:
Ein stolzes Schiff streicht einsam durch die Wellen,

Es führt uns uns’re deutschen Brüder fort!

Die Flagge weht, die weißen Segel schwellen,

Amerika ist der Bestimmungsort.

Auf dem Verdecke stehen,

noch einmal anzusehen,

das Vaterland, das heimatliche Grün,

Mann, Weib und Kind, eh' sie von dannen ziehen.

Dort zieh’n sie hin, wer wagt es, noch zu fragen

Warum verlassen sie ihr Vaterland?

O, altes Deutschland, kannst du es ertragen,

daß deine Völker werden so verbannt?

Schaut her. Ihr Volksbeglücker,

schaut her, Ihr Unterdrücker,

seht eure besten Arbeitskräfte flieh’n,

seht, wie sie über’s große Weltmeer zieh’n.

Wir stehen hier am heimatlichen Strande

und blicken unsern deutschen Brüdern nach.

Nicht Hochmuth treibt sie aus dem Vaterlande,

Nein, Nahrungslosigkeit und Noth und Schmach.

Was hier nicht war zu finden,

wollen sie sich dort begründen;

Sie segeln von dem deutschen Boden ab

und suchen in Amerika ein Grab.

Dort zieh’n sie hin auf wilden Meereswogen,

arm kommen sie im fernen Welttheil an,

und unter’m fremden, weiten Himmelsbogen

erwartet sie ein neues Schicksal dann:

Elend, Armuth und Kummer

wiegt sie gar oft in Schlummer.

O altes Deutschland, kannst du ohne Grau’n

die Flucht der armen Landeskinder schau’n?
Hier die leicht veränderte Version des Liedes von 1925.
„Ein stolzes Schiff streicht langsam durch die Wellen

Und führet unsre deutschen Brüder fort;

Der Ostwind weht, die weißen Segel schwellen

Amerika ist ihr Bestimmungsort.

So auf dem Verdeck zu stehen,

Nach der Heimat hinzusehen:

Amerika, zu fernen Kolonien

Seht ihr sie übers große Weltmeer ziehn?

Da ziehn sie hin! Wer wagt’s danach zu fragen,

Warum verlassen sie ihr Heimatland?

Du armes Deutschland, kannst du es ertragen,

Wie deine Söhne man so hart verbannt?

Schauet her, ihr Volksbeglücker,

Schauet her, ihr Unterdrücker,

Seht eure besten Arbeitskräfte fliehn!

Seht ihr sie übers große Weltmeer ziehn?

Da ziehn sie hin auf blaue Meereswogen

Was schauen wehmutsvoll sie noch zurück?

Sind in der Heimat sie so arg betrogen?

Daß sie im fremden Land nun suchen jetzt ihr Glück?

Was sie hier nicht konnten finden,

Suchen sie sich dort zu gründen,

Sie segeln hier vom deutschen Boden ab

Und finden in der Fremde dann ihr Grab.“

## Rezeption
Der Volkskundler Lutz Röhrich findet Schachts Text etwas „pathetisch“ und resümiert: „Der Erwartungshorizont des Liedes ist nicht sehr hoch. Der Tenor ist: Hier in Deutschland ist es schon miserabel schlecht; so kann es drüben fast nicht noch schlechter werden.“

## Das Lied in der Nachwendezeit
Paul Bartsch, ein Liedermacher aus den neuen Bundesländern, der das Lied von Zupfgeigenhansel aufgriff, vergleicht die Auswanderungswelle des 19. Jahrhunderts, welche in diesem Lied beschrieben wird, mit der gegenwärtigen Auswanderungswelle von jungen Menschen in Ostdeutschland. Das hat er in einer vierten Strophe, ergänzend zu Zupfgeigenhansel, zum Ausdruck gebracht:
„Das Schiff bleibt hinterm Horizont verschwunden,

das Aug' läuft über und das Herz ist schwer.

Der Schmerz der hundert Jahre alten Wunden

flammt wieder auf bei dieser Wiederkehr:

Wieder zieht’s die Jungen in die Ferne,

wieder leuchten drüben hell die Sterne

und wieder merken wir’s erst, wenn’s zu spät,

dass uns am End' die Heimat untergeht.“

## Hörbeispiele
- Zupfgeigenhansel-Fassung